# Mască de protecție contra gazelor

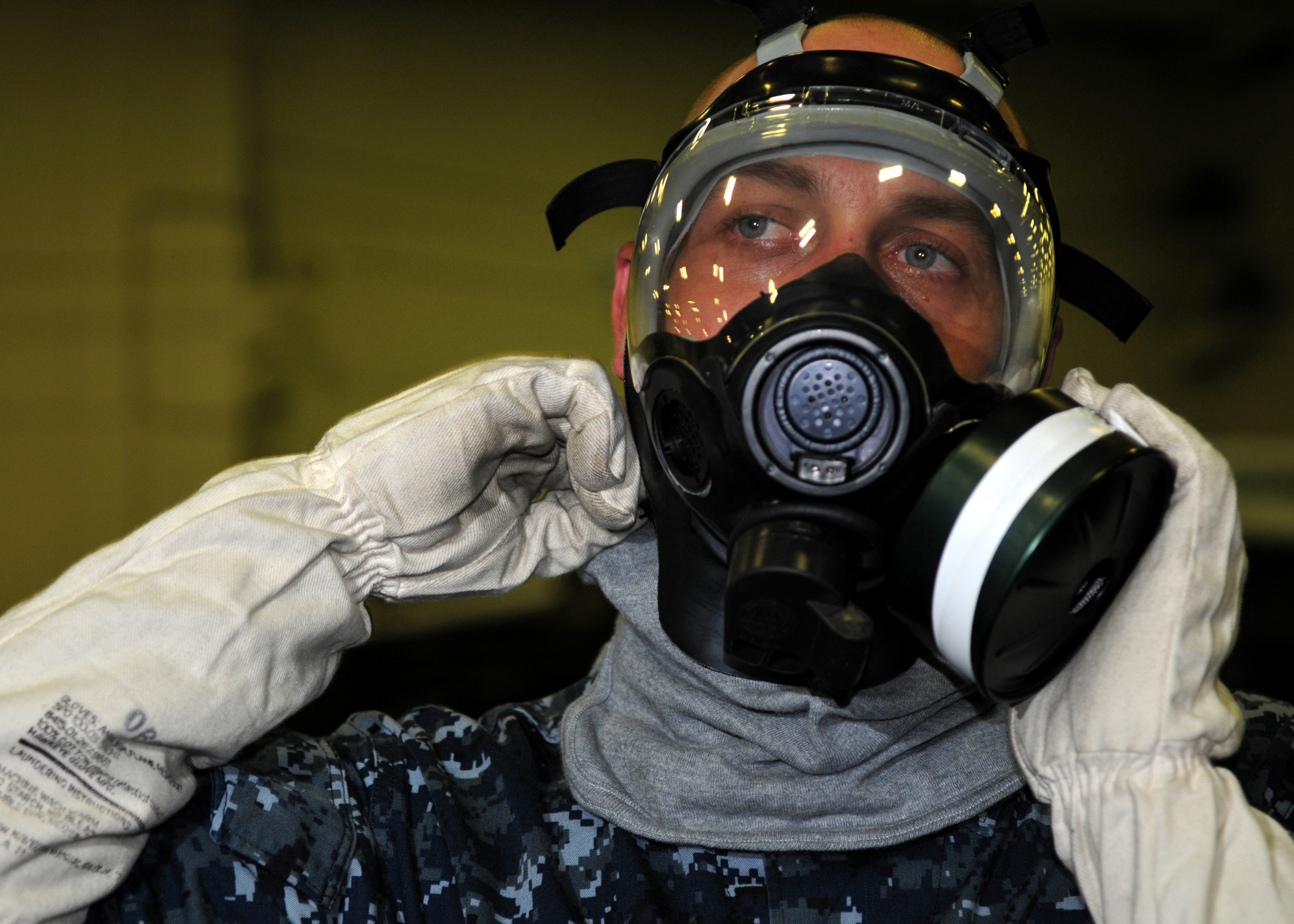
Soldat american purtând o mască contra gazelor (MCU-2/P)

O mască de protecție contra gazelor, numită în mod eronat mască de gaze, este un sistem tehnic din grupa echipamentelor personale de protecție destinat protecției față de unele efecte biologice ale  anumitor tipuri de arme: chimice, biologice, radiologice, însă nu și față de agenți radioactivi. Aceasta este purtată pe față pentru a apăra intrările căilor respiratorii (gură, nas) și de multe ori ochii, precum și alte țesuturi sensibile ale feței.
De obicei, constă dintr-o mască și un filtru, aceasta fiind un aparat de respirat cu aer purificat, spre deosebire de aparatele de respirație. În spate de obicei se poartă o sticlă umplută cu un amestec de gaze (oxigen, azot, etc), ca de exemplu pentru scufundări și poate funcționa independent de calitatea aerului înconjurător.
Cele mai multe filtre sunt capabile să contracareze amenințările substanțelor toxice din aer (de exemplu clor), aerosolilor lichizi sau solizi (de exemplu gaz muștar) și tipurilor de impurități biologice (de exemplu bacterii, virusuri, toxine sau spori).
Acestea s-au folosit pentru prima oară în Primul Război Mondial când Germania începuse atacurile cu gaze în 1915.